# Liste der Naturdenkmale in Grünhain-Beierfeld
Die Liste der Naturdenkmale in Grünhain-Beierfeld nennt die Naturdenkmale in Grünhain-Beierfeld im sächsischen Erzgebirgskreis.

## Definition
„Naturdenkmäler sind rechtsverbindlich festgesetzte Einzelschöpfungen der Natur oder entsprechende Flächen bis zu fünf Hektar, deren besonderer Schutz erforderlich ist
1. aus wissenschaftlichen, naturgeschichtlichen oder landeskundlichen Gründen oder
2. wegen ihrer Seltenheit, Eigenart oder Schönheit.“

„§ 18 – Naturdenkmäler – (zu § 28 BNatSchG)
(1) Die Erklärung nach § 22 Abs. 1 BNatSchG von Teilen von Natur und Landschaft als Naturdenkmal erfolgt durch Rechtsverordnung oder Einzelanordnung.
(2) Über § 28 Abs. 1 BNatSchG hinaus können Naturdenkmäler zur Sicherung von Lebensgemeinschaften oder Lebensstätten von im Bestand gefährdeten oder streng geschützten Arten festgesetzt werden.“

## Liste
Link zu einem Kartenansichtstool, um Koordinaten zu setzen.
| Bild                          | Bezeichnung                    | Lage                                                             | Beschreibung | Datum                                                                                               | Nummer      |
| ----------------------------- | ------------------------------ | ---------------------------------------------------------------- | --- | --------------------------------------------------------------------------------------------------- | ----------- |
| BW                            | Klosterwald Grünhain           | Grünhain (50° 34′ 43,3″ N, 12° 48′ 48,2″ O)                      | Fläche: ca. 5873 m² | Verordnung des Landkreises Aue-Schwarzenberg vom 25.09.1997                                         | 364.23-111  |
| BW                            | Lippertwiesen mit Lippertteich | Grünhain (50° 35′ 32,5″ N, 12° 48′ 35,9″ O)                      | Fläche: ca. 35958 m² | Verordnung des Landratsamtes des Westerzgebirgskreises als Untere Naturschutzbehörde vom 29.09.1994 | 3364.23-112 |
| BW                            | Moosbachteiche                 | Grünhain (50° 35′ 4,1″ N, 12° 48′ 47,4″ O)                       | Fläche: ca. 22444 m² | Verordnung des Landratsamtes des Westerzgebirgskreises als Untere Naturschutzbehörde vom 29.09.1994 | 3364.23-113 |
| BW                            | Waldwiese am Pförtelsteig      | Grünhain (50° 34′ 7,2″ N, 12° 49′ 23,3″ O)                       | Fläche: ca. 1832 m² | Verordnung des Landratsamtes Aue-Schwarzenberg als untere Naturschutzbehörde vom 19.06.1995         | 3364.23-114 |
| BW                            | Wiese im Oswaldtal             | Grünhain (50° 34′ 31,2″ N, 12° 50′ 1″ O)                         | Fläche: ca. 2245 m² | Verordnung des Landratsamtes Aue-Schwarzenberg als untere Naturschutzbehörde vom 10.10.1995         | 3364.23-115 |
| mehr Fotos \| Fotos hochladen | Luthereiche                    | Beierfeld (50° 33′ 37,6″ N, 12° 47′ 17,2″ O)                     | Ensemble mit Peter-Pauls-Kirche und Pfarrhaus. - Alter: ca. 500 Jahre - Höhe: 25 m - Umfang: 4,60 m - Kronendurchmesser: 16 m | |             |
| BW                            | Rosskastanie                   | Beierfeld Heinrich-Heine-Straße (50° 33′ 40,3″ N, 12° 47′ 20″ O) | Standort früher vor dem Gasthof „Zur Post“. - Alter: >100 Jahre - Höhe: 15 m - Umfang: 2,50 m - Kronendurchmesser: 12 m       | |             |